# 조지 모스토
조지 대니얼 모스토(영어: George Daniel Mostow, 1923년 7월 4일 ~ 2017년 4월 4일)는 미국의 수학자이다. 리 군론에 공헌하였다.

## 생애
1923년 7월 4일 (미국 독립기념일) 미국에서 태어났다. 1948년에 하버드 대학교에서 박사 학위를 수여받았다. 1952년~1961년 동안 존스 홉킨스 대학교 교수로 있었고, 1961년에 예일 대학교 교수가 되었다.
1974년에 미국 과학 아카데미 회원이 되었고, 1987년·1988년에 미국 수학회 회장을 역임하였다. 1993년에 미국 수학회가 수여하는 스틸 상(영어: Leroy P. Steele Prize)을 수여받았다.
1999년에 예일 대학교에서 은퇴하였다. 2013년에 울프 수학상을 수여받았다.